# Nadaísmo

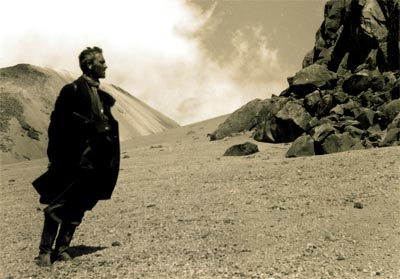
El filósofo colombiano Fernando González Ochoa en el Nevado del Ruiz en 1928. El recorrido que inspiró "Viaje a pie", publicado en 1929.

El nadaísmo fue un movimiento literario, artístico y filosófico de contracultura en Colombia,  fundado en 1958 por el escritor Gonzalo Arango y otros escritores antioqueños. Fue influenciado por  el existencialismo, el surrealismo, la generación Beat y las vanguardias artísticas europeas y norteamericanas, e impulsado por la lectura y amistad del escritor y filósofo antioqueño Fernando González Ochoa.
El nadaísmo surge como reacción a la literatura tradicional y oficial colombiana  de las décadas de los años sesenta y setenta del siglo XX, y fue un movimiento revolucionario que buscó la renovación y  modernización de las costumbres, ideas y valores más generales.

## Historia
Los hechos violentos en Colombia durante las décadas de 1940 y 1950 anteceden las obras de los escritores nadaístas. Acontecimientos como la violencia política y el gobierno militar de Gustavo Rojas Pinilla, así como una considerable expansión urbana, influyeron en la formación del movimiento. Arango originalmente  apoyó a Rojas Pinilla cuando llegó al poder en Colombia, uniéndose al Movimiento Amplio Nacional compuesto por artistas y jóvenes intelectuales que creyeron que el militar representaría un cambio histórico, y que podría significar el final del bipartidismo dominante.  Sin embargo, los líderes conservadores y liberales se unieron contra Rojas Pinilla y  provocaron su caída el 10 de mayo de 1957. Mientras el general-dictador se exiliaba en España, Gonzalo Arango, por considerarse parte de sus seguidores, tuvo que esconderse en el Chocó. 
En 1924  André Breton publica su Primer manifiesto surrealista. En  1958 "gonzaloarango" siguiendo muchas de las premisas estéticas y filosóficas de Breton  publica el primer "Manifiesto del nadaísmo" en la revista Amistad  de  Medellín. Arango y otros escritores antioqueños que lo acompañaron escribirían sobre sus ideales y aspiraciones humanas, políticas y estéticas en contravía de las tradiciones y costumbres de  la Antioquia de su tiempo..
Algunas de los primeros  en unirse al nuevo movimiento rebelde fueron Alberto Escobar, Amilkar Osorio y Eduardo Escobar. Como acto de  inauguración y protesta,  quemaron alguna literatura colombiana en la Plazuela de San Ignacio de Medellín, como símbolo de la necesaria renovación y modernización  que consideraban indispensable frente a  las repetidas obras  oficiales de la literatura colombiana.
Hacia el final de su vida, Gonzalo Arango se distanció del nadaísmo y de algunas de sus  creencias juveniles, para refugiarse en el misticismo. 
El movimiento continúa vigente en los múltiples  lectores que acuden a las  cuidadosas reediciones de la Corporación Otraparte y la Universidad Eafit, y a los archivos de la Biblioteca Piloto de Medellín. l.

## Personajes destacados
Los autores que formaron parte de este movimiento incluyen:
- Gonzalo Arango.
- Jaime Jaramillo Escobar.
- Fanny Buitrago.
- Rosa Girasol.
- Jotamario Arbeláez.
- Eduardo Escobar (escritor).
- Amílcar Osorio.
- Dukardo Hinestrosa.
- Kaleigh Mendonca.
- Hernán Nicholls.
- Darío Lemos.
- Elmo Valencia.
- Alberto Escobar Ángel.
- Fernando Lalinde.
- Mario Rivero.
- Rafael Vega Jácome.
- Aníbal Tobón.
- Dina Merlini
- Pablus Gallinazus

Además, The Speakers, The Young Beats y Los Yetis fueron bandas de rock asociadas con este movimiento.

## Antecedentes
Los nadaístas se pronuncian  contra el movimiento de  Piedra y cielo o piedracielismo, surgido en 1939, por considerarlo afectado y amanerado, y con temas, manejo literario y enfoques  anacrónicos para los nuevos tiempos.  Los nadaístas, seguidores de Rimbaud, Breton, Beckett,  Nietzsche, Sartre y Camus, ofrecen la modernización de la literatura nacional con nuevas ideas y cánones estéticos, nuevos temas,  un lenguaje renovado, y metáforas e imágenes  audaces y sorprendentes para la época.

## Obras  notables
- Gonzalo Arango. De la nada al nadaísmo (1963),  antología poética.
- Gonzalo Arango.Obra negra (1974).
- Gonzalo Arango. Sexo y saxofón.
- Gonzalo Arango. Memorias de un presidiario nadaísta.
- Gonzalo Arango. El oso y el colibrí.
- Gonzalo Arango. Prosas para leer en la silla eléctrica.
- Mario Rivero. Poemas urbanos (1966),.
- Fanny Buitrago. El hostigante verano de los dioses,
- Germán Espinosa. Los ojos del basilisco.
- Los yetis. Nadaismo a Go-Go!,
- Eduardo Escobar. Invención de la uva.
- Eduardo Escobar. Cuac.
- Eduardo Escobar. Gonzalo Arango.
- Eduardo Escobar. Prosa incompleta.
- Eduardo Escobar. Correspondencia violada.
- Eduardo Escobar. Cuando nada concuerda..
- Eduardo Escobar. Fuga canónica.
- Eduardo Escobar.Cabos sueltos.
- Eduardo Escobar. Insistencia en el error.
- Eduardo Escobar. Escritos en contravía.
- Jotamario. El libro rojo de Rojas.
- Jotamario. Mi reino por este mundo.
- Amílcar Osorio. Vana Stanza..
- Jaime Jaramillo Escobar. Los poemas de la ofensa.
- Jaime Jaramillo Escobar. Poemas de tierra caliente.